# رابطة البلديات الهولندية
اتحاد البلديات الهولندية (هولندية: Vereniging van NEDERLANDSE Gemeenten أو VNG)، وقد تم تأسيسها عام 1912 من قبل 28 مدينة هولندية، في وقت شهدت المهام المخولة للبلديات زيادة سريعة، وكنتيجة لهذه الزيادة كان هناك حاجة أكبر للحصول على المعلومات، وتبادل الخبرات، وبالنسبة لمنظمة التي يمكن أن تمثل مصالح أعضائها على مستوى الحكومة المركزية.
ويقع اتحاد البلديات الهولندية في لاهاي، وتمثل مصالح جميع البلديات الهولندية ال403 أمام الحكومة المركزية. وبالإضافة إلى أنها توفر الخدمات لجميع البلديات الهولندية فهي توفرها أيضاً لبلدان منطقة البحر الكاريبي: أروبا، كوراساو وسانت مارتن، وكذلك الهيئات العامة: بونير، وسابا وسينت أوستاتيوس هي أعضاء في المنظمة. والرئيس الحالي لاتحاد البلديات الهولندية هي «شارون ديسكما Sharon Dijksma».
وتهدف وكالة التعاون الدولي التابعة لاتحاد البلديات الهولندية VNG International في تعزيز الحكومة المحلية الديمقراطية في العالم، وتنفذ مشاريع في أكثر من 40 بلداً في أوروبا وآسيا وأفريقيا وأمريكا اللاتينية، ودول المنطقة العربية مثل مصر والأردن ولبنان وفلسطين وتونس وليبيا.